# 福井丹南農業協同組合

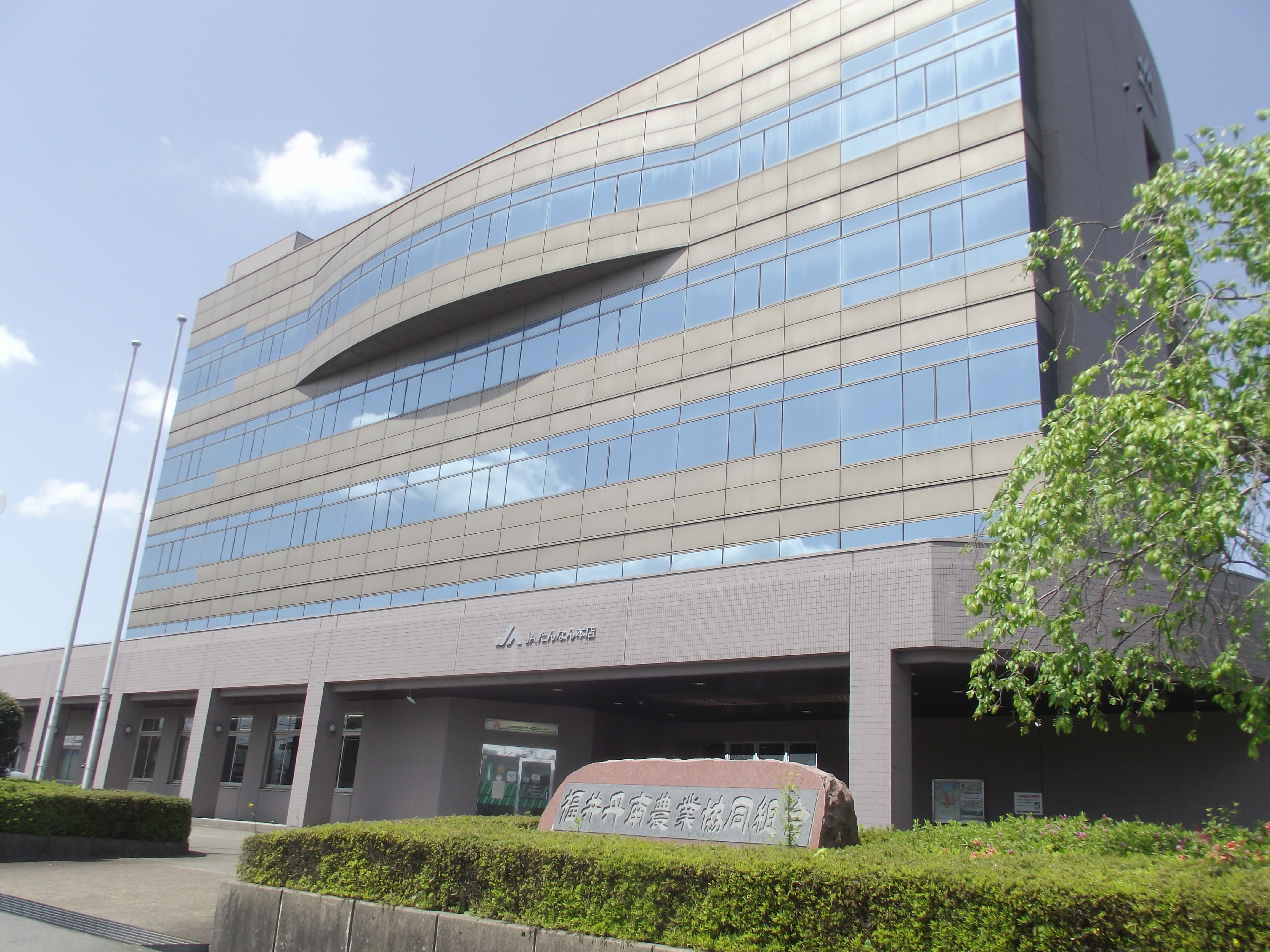
旧JAたんなん本店

福井丹南農業協同組合（ふくいたんなんのうぎょうきょうどうくみあい）は、かつて福井県鯖江市に本店を置いていた農業協同組合（JA）。通称はJAたんなん。
2020年（令和2年）4月1日に、越前たけふ農業協同組合（JA越前たけふ）を除く福井県内の各JAと合併し福井県農業協同組合（JA福井県）が発足。これに伴い、JAたんなんは廃止された。

## 概要
- 2002年1月1日、JAさばえとJAいまだてが合併。2019年1月1日付で福井池田町農業協同組合（JA池田町）と合併した（存続組合はJAたんなん）[5]。
- 管轄の区域は鯖江市と越前市（旧今立郡今立町の区域のみ、旧武生市の区域は越前たけふ農業協同組合の管轄）、今立郡池田町。以下の諸表は2019年の合併時点。
- 旧本店：福井県鯖江市上河端町18-6（現在はJA福井県の鯖江中央支店となっている[6]）
- 代表理事組合長：牧野正男
- 組合員数：12777人（正組合員5542人、准組合員7235人）
- 貯金残高1,040億円　貸出金残高260億円　出資金残高27.8億円

## 事業所
JA福井県の事業所として存続した事業所・施設
いずれも丹南地区の施設となっている。2024年4月22日付で支店再編された。
- 舟津支店（鯖江市桜町、2024年4月22日付で鯖江中央支店に統合）
- 神明支店（鯖江市神明町、2024年4月22日付で鯖江北支店に統合）
- 鯖江中央支店（鯖江市上河端町）
- 鯖江北支店（鯖江市杉本町、現在は丸山町に移転）
- 鯖江西支店（鯖江市大倉町）
- 鯖江東支店（鯖江市落井町、2024年4月22日付で鯖江中央支店に統合）
  - 河和田出張所（鯖江市西袋町、2024年4月22日付で鯖江中央支店に統合）
- 今立支店（越前市野岡町、現在は粟田部町に移転）
- 池田支店（今立郡池田町稲荷、2024年4月22日付で池田出張所となる）
- 東部ふれあいセンター（現・鯖江東部ふれあいセンター、鯖江市中野町）
- 西部ふれあいセンター（現・鯖江西部ふれあいセンター、鯖江市大倉町）
- 今立ふれあいセンター（越前市野岡町）
- 池田ふれあいセンター（今立郡池田町稲荷）

JA福井県の事業所ではない施設など
- 子会社（2社）
  - 株式会社たんなんファーム（鯖江市大倉町）
  - 株式会社コープさばえ（鯖江市東鯖江町、現在はJA福井県の完全子会社フード福井）
    - Aコープさばえ店
    - Aコープ東さばえ店
    - JA-SS西SS
    - JA-SSインターSS
    - JA-SS池田SS
    - オートパルSABAE